# Jaime Martins Filho
Jaime Martins Filho (Nova Serrana, 17 de junho de 1953) é um advogado, engenheiro metalúrgico, engenheiro mecânico, técnico industrial em Química e político brasileiro filiado ao UNIÃO.

## Biografia
É filho do ex-deputado estadual Jaime Martins (DEM) e da ex-vice-prefeita de Divinópolis Maria de Lourdes Martins (DEM).
É autor do substitutivo que deu origem ao Projeto Ficha Limpa e relator da Emenda Constitucional 35/2001, que deu fim ao chamando conceito de Imunidade Parlamentar. Deputado majoritário da região centro-oeste do estado de Minas Gerais, tem expressiva atuação e votação em todo estado, mas principalmente, nas cidades de Divinópolis, Nova Serrana, Formiga, Arcos e Carmo do Cajuru.
Em 17 de abril de 2016 votou favorável ao processo de impeachment de Dilma Rousseff. É defensor da simultaneidade das eleições em todos os níveis, mandato de cinco anos e fim da reeleição para presidente da República, governadores e prefeitos, bem como daqueles que os substituírem nos seis meses anteriores ao pleito. Essas propostas estão contidas na PEC 539/2006 de sua autoria. 
Atualmente, é membro titular da Comissão de Minas e Energia, Comissão de Viação e Transportes e Comissão Mista de Orçamento.

### Atuação na Câmara dos Deputados
Jaime Martins é co-autor da Lei Ficha Limpa que impede que pessoas condenadas por crimes comuns e políticos condenados por crimes contra o patrimônio público, improbidade ou corrupção disputem as eleições. Também foi relator do projeto que deu fim a imunidade Parlamentar permitindo que parlamentares fossem julgados. É autor do Projeto de Lei 6474/09 que cria o Programa Bicicleta Brasil (PBB) nas cidades com mais de 20 habitantes. O texto já foi aprovado na Câmara dos Deputados e segue para análise no Senado. A proposta prevê que o PBB será financiado com 15 por cento do valor arrecadado com multas de trânsito.
É autor da Proposta de Emenda à Constituição PEC 313/2017, que visa alterar os requisitos para a nomeação ao cargo de Ministro do Supremo Tribunal Federal (STF). O texto prevê que aqueles que exerceram cargo em comissão ou função de confiança no Poder Executivo, assim como qualquer atividade político-partidária, somente poderão ser nomeados Ministros do Supremo Tribunal Federal depois de decorridos dez anos do afastamento do referido cargo, função ou atividade.
Também é autor do Projeto de Lei (PL 9712/18) que classifica como hediondos os crimes de corrupção que importem em prejuízo para a administração pública.
No projeto quanto a terceirização, o deputado Jaime Martins fez um pronunciamento com um posicionamento contrario, porém no dia da votação não compareceu na câmara para votar. Na reforma trabalhista, o deputado Jaime Martins, assim como a maioria dos representantes do seu ex-partido, o PSD, votou a favor da reforma.
Na primeira denúncia apresentada pela Procuradoria Geral da República, Jaime Martins deu um voto favorável ao presidente Michel Temer, assim como a maioria do seu partido. A acusação foi feita pelo Procurador-Geral Rodrigo Janot e se baseia nas investigações abertas a partir das delações de executivos da empresa JBS no âmbito da Operação Lava Jato. Já na votação da segunda denúncia, realizada no dia 25 de outubro de 2017, Jaime Martins votou contra o presidente Michel Temer, dando voto não ao parecer pelo arquivamento da processo.

## Operação Lava Jato
Durante o processo de investigação da Lava-Jato, o ex executivo da Odebrecht, Benedicto Barbosa da Silva, apresenta ao Ministério Público uma planilha onde detalha pagamentos via caixa dois, o nome do Deputado Jaime Martins aparece nessa lista devido a um repasse de R$ 50 mil para apresentar emendas e defender projetos de interesse da companhia. O deputado federal Jaime Martins negou as acusações e se colocou à disposição da justiça para prestar esclarecimentos. 